# Club de L'Havana
El Club de l'Havana fou un club, format per intel·lectuals cubans d'arrelades conviccions liberals.
L'any de 1848, en què Gaspar Betancourt Cisneros alies Lugareño realitzava des dels Estats Units propaganda per l'annexió, es destacava, a Cuba, per les seves activitats en aquest sentit, el denominat "Club de l'Havana", del qual formaven part distingits intel·lectuals cubans, com el jurisconsult Anacleto Bermudez, el novel·lista Cirilo Villaverde, el poeta Ramón de Palma, el literat, nascut a Veneçuela, José Antonio Echevarría, i, a més, homes de negocis, posseïdors també de vasta cultura, com José Luis Alfonso i Miguel Aldama.

Els conspiradors del Club de l'Havana, tots de conviccions liberals arrelades, estaven profundament disgustats, per la situació que prevalia a Cuba d'explotació econòmica i d'absència de llibertat política. Com Betancourt, volien, en el fons, la independència, però estimaven que l'Illa no es trobava encara preparada per aconseguir-la per si mateixa o per gaudir-la degudament. Per això, i com un mal menor, es manifestaven de moment partidari de l'annexió als Estats Units. Tal estat d'ànim apareix revelat en una carta que va dirigir José Luis (Pepé) Alfonso a José Antonio Saco, el 1849:
| « | <"...La població tota està tan cansada de veure's enganyada, robada i vexada de mil maneres, i tan falta de fe i d'esperança a Espanya, que es donaria al diable, que no als Estats Units, per sortir de tanta insuportable situació..."> | » |

Decidits a actuar i proveïts, com es trobaven, d'abundants recursos econòmics, els membres del Club de l'Havana, van intentar aconseguir el concurs, mitjançant el pagament de tres milions de pesos, del general nord-americà Worth, el qual havia de portar a Cuba un exèrcit de cinc mil homes, reclutats entre els veterans de la guerra de Mèxic. Al mateix temps els conspiradors havanes del Club van entrar en contacte amb el polític nord-americà John Louis O'Sullivan (1813-1895, amic del llavors president dels Estats Units i convençut imperialista, James Knox Polk.
Finalment Echevarría i els seus companys van establir relacions també amb un general espanyol d'origen veneçolà, Narciso López, radicat a Cuba, que, interessat en l'emancipació de l'Illa, estava organitzant aquells dies, a Trinitat, San Fernando de Camarones, Manicaragua i Cienfuegos, l'anomenada Conspiració de la Mina de la Rosa Cubana.